# Pondorf (Kirchroth)
Pondorf ist ein Ortsteil der Gemeinde Kirchroth im niederbayerischen Landkreis Straubing-Bogen. Bis 1978 bildete es eine selbstständige Gemeinde.

## Lage
Pondorf liegt am Rande des Bayerischen Waldes im Gäuboden am Nordufer der Donau etwa fünf Kilometer nordwestlich von Kirchroth. Die nächstliegenden Städte sind Straubing und Wörth an der Donau.

## Geschichte
Zwischen 889 und 891 erhielt der Subdiakon Anamot vom Regensburger Bischof Ambricho im Tausch gegen Königsgut Lehensgüter bei Pondorf. Mit der Überlassung des Königsbesitzes war die Reichskirche verpflichtet, dem König zu dienen und ihm Herberge zu gewähren. Später hielt sich Kaiser Heinrich III. in Pondorf auf und urkundete dort auch. Der Einzugsbereich des Amthofes umfasste die umliegenden Orte.
Noch 1470 waren dem Amthof Pondorf Untertanen der Orte Mitterforst (Zins), Pillnach, Niederforst (Zins) und Zeitldorn scharwerkspflichtig. Pondorf hatte im späten Mittelalter den Status eines Amtes in der Herrschaft Wörth. In der Beschreibung des Landgerichts Donaustauf aus dem Jahr 1689 gehörte Pondorf mit 21 Anwesen zum Unteren Gebiet (Amt Oberzeitldorn) der Herrschaft Wörth.
Bedeutung erlangte Pondorf auch als Pfarrort. Ursprünglich Filiale von Wörth, wird Pondorf 1226 erstmals als Pfarrei erwähnt. Hier verbrachte der als Exorzist bekannte Johann Joseph Gaßner (1727–1779) als Dekan seinen Lebensabend und er ist auch hier begraben. Erst mit der Auflösung des von 1806 bis 1810 existierenden Fürstentums Regensburg wurde Pondorf bayerisch. 1811 wurde mit dem ersten Gemeindeedikt der Steuerdistrikt Pondorf und 1818 mit dem zweiten Gemeindeedikt die Ruralgemeinde Pondorf im Herrschaftsgericht Wörth gebildet.
Die Gemeinde Pondorf, die nur den Ort Pondorf umfasste, gehörte später zum oberpfälzischen Landkreis Regensburg und wurde 1972 aus diesem ausgegliedert und dem neugebildeten niederbayerischen Landkreis Straubing-Bogen angeschlossen. Im Rahmen der Gebietsreform in Bayern ging am 1. Mai 1978 die Gemeinde Pondorf mit 131 Einwohnern in der Einheitsgemeinde Kirchroth auf.

## Sehenswürdigkeiten
- Pfarrkirche Mariä Himmelfahrt. Sie wurde 1894 aus einer einschiffigen Anlage zu einer dreischiffigen Basilika umgewandelt. Der Turm ist in den Untergeschossen gotisch. Darüber folgt der achteckige Oberbau mit Spitzhelm über acht Giebeln. Der Chor hat ein gotisches Netzgewölbe. Der neugotische Hochaltar enthält gotische Figuren aus der Zeit um 1480.
- Friedhofskapelle St. Katharina. Sie hat einen spitzen Dachreiter über dem Westgiebel aus dem Jahr 1591.

## Bildung und Erziehung
- Kindertagesstätte „St. Nikolaus“

## Vereine
- Imkerverein Kirchroth-Pondorf
- Katholischer Frauenbund Pondorf
- Landfrauen Pondorf
- Marianische Männerkongregation – Ortsgruppe Pondorf
- Spielvereinigung Pondorf-Oberzeitldorn e. V.
- KLJB Pondorf
- Freiwillige Feuerwehr Pondorf e. V.